# Femstjärnerörelsen
Femstjärnerörelsen (M5S) eller Movimento cinque stelle är ett italienskt politiskt parti som grundades 2009, efter att ha börjat som en proteströrelse 2005. Det initierades av komikern och webbskribenten Beppe Grillo med hjälp av internetentreprenören Gianroberto Casaleggio. Partiet vänder sig mot den korruption man menar är förhärskande i italiensk politik och förespråkar hållbar utveckling, direktdemokrati, e-demokrati och euroskepticism.
Partiet är representerat i Italiens parlament samt i Europaparlamentet, där dess ledamöter tillhörde Gruppen Frihet och direktdemokrati i Europa 2014–2019. Partiet ingick i en italiensk koalitionsregering tillsammans med Lega 2018–2019 och därefter tillsammans med Demokratiska partiet (PD), båda med Giuseppe Conte som premiärminister. Från 2021 ingår partiet i Mario Draghis koalitionsregering.

## Namnet
Namnet skrivs av partiet självt med versalt V och siffran 5, MoVimento 5 Stelle. Bokstaven V symboliserar både talet fem skrivet med romerska siffror och V-day. V-day var manifestationer som organiserades av Beppe Grillo och som föregick partiets bildande. V:et stod då för vaffanculo (ungefär ’dra åt helvete’[källa behövs]) och anspelade dessutom på d-dagen och V för Vendetta. ”Vaffanculo” används fortfarande som ett slagord av rörelsen. De fem stjärnorna representerar offentlig vattenförsörjning, transporter, utveckling, bredbandsuppkoppling och miljön.     

## Bakgrund
Beppe Grillo hade haft en välbesökt blogg i ett antal år där han kunnat lansera olika politiska idéer och visioner. Den 16 juli 2005 föreslog han att de som stödde förslagen som publicerats på hans blogg skulle kunna gå samman i nätverk och arrangera lokala möten. Därefter kom de första "Beppe Grillos vänner"-träffarna igång, med det initiala målet, enligt Grillo, att "ha roligt, mötas och dela idéer och förslag för en bättre värld..." Beppe Grillo är inte partiets premiärministerkandidat eftersom han dömdes för dråp efter en bilolycka 1981 och partiet har beslutat att inte nominera någon brottsdömd.

## Politik

### EU
Partiet är allmänt kritiskt till EU och euron. Frågan om vilken partigrupp de ska tillhöra i EU-parlamentet har, bland annat mot den bakgrunden, vållat en del huvudbry och frågetecken. Efter att ha nekats tillträde till både Gruppen De gröna/Europeiska fria alliansen och till Alliansen liberaler och demokrater för Europa, gjorde partiet en intern omröstning. Resultatet blev att 78 procent röstade för att partiet bör tillhöra Gruppen Frihet och direktdemokrati i Europa (EFDD).

### Med i regeringen sedan 2018
I maj 2018 blev den okände och partilöse juridikprofessorn Giuseppe Conte premiärminister i Italiens nya, radikala, populistiska regering. Regeringspartierna var Femstjärnerörelsen (M5S) och Lega (tidigare Lega Nord). Partiledarna, M5S-ledaren Luigi Di Maio och Legas Matteo Salvini, var ministrar i regeringen. I 2018 års parlamentsval  blev  Femstjärnerörelsen (M5S) den stora segraren med drygt 32 procent av rösterna. Främlingsfientliga Lega gick också framåt och fick över 17 procent. Lega lämnade regeringen i augusti 2019 och premiärministern Conte formade en ny regering med Femstjärnerörelsen (M5S) och mittenvänsterorienterade Demokratiska partiet (PD).
I januari 2020 avgick utrikesminister Luigi di Maio som partiledare. Han efterträddes av Vito Crimi.
I februari 2021 fortsatte Luigi Di Maio som utrikesminister i Mario Draghis nya regering. I augusti 2021 valdes förre premiärministern Giuseppe Conte till ledare för Femstjärnerörelsen (M5S). Partiet var ännu det största i parlamentet men djupt splittrat och hade dalat i opinionsmätningarna.

## Valresultat

### Italiens parlament
| Underhuset (andra Kammaren) |                            |         |               |
| År                          | Röster                     | Procent | Partiledare   |
| 2013                        | 8,691,406                  | 25.6    | Beppe Grillo  |
| 2018                        | 10,732,066 (största parti) | 32.7    | Luigi Di Maio |